# Rifts
Rifts ist ein Pen-&-Paper-Rollenspiel, das zahlreiche Genres verbindet, 1990 von Kevin Siembieda entwickelt wurde und von Palladium Books verlegt wird. Rifts ist eine Mischung aus Science-Fiction- und Fantasy-Rollenspiel und spielt 300 Jahre nach einer durch einen Weltkrieg ausgelösten Apokalypse, die zur Rückkehr von Magie, Atlantis und Invasionen durch übernatürliche Monster geführt hat. Auch Horror, Western und andere Genres liefern Elemente.
Seit Beginn wurden ca. 250.000 Kopien des Hauptbuches verkauft und über 60 weitere Bücher für dieses System herausgebracht. 2005 wurde mit der Rifts Ultimate Edition eine zweite erweiterte Auflage verlegt. Alle Produkte erscheinen nur auf Englisch, haben aber auch im deutschsprachigen Raum eine große Fangemeinde.

## Weitere Produkte
- Es wurden verschiedene Romane zum Spiel herausgebracht.
- Für das Nokia N-Gage wurde ein Spiel namens Rifts – Promise of Power entwickelt, das allerdings aufgrund der geringen Verbreitung dieser Spielekonsole kein großer Erfolg war.
- Ein Experiment mit einem Sammelkartenspiel scheiterte, und das Partnerunternehmen musste Insolvenz anmelden.
- Ein Filmprojekt Rifts mit Jerry Bruckheimer ist seit 2004 in der (Vor-)Planungsphase.